# 丽笙酒店集团
丽笙酒店集团，是一个總部位於美國明尼通卡的跨國酒店管理集團。
1962年至2016年，由卡尔森集团擁有。但於2016年售予海航集團；2018年再售予上海市市管企業锦江国际集团為首的財團。截至2019年，集團擁有丽筠、丽笙、丽芮、丽亭、丽柏、丽怡、丽笙精选及共8個酒店品牌。由1997年至2010年，集團亦擁有麗晶酒店。自2010年，上市公司瑞德酒店集团成為集團的子公司，並於2018年改名Radisson Hospitality AB。
丽笙酒店集团在中國內地亦擁有經營點。

## 歷史
1962年，卡尔森集团的創辦人，購買了第一間拉迪森/丽笙/丽筠酒店（英語：Radisson Hotel），位於明尼亞波里斯市中心。經過四十年發展，卡尔森瑞德酒店集团被視為全球頂尖酒店集團之一。
除了丽筠，卡尔森集团於1986年又創立酒店品牌丽怡酒店（英語：Country Inns & Suites），作為同一集團的餐廳的姊妹品牌。1997年，又購入麗晶酒店（英語：Regent）。2000年，購入丽柏酒店（英語：Park Inn）、丽亭酒店（英語：Park Plaza）兩個品牌。2003年向少股東收購丽柏、丽亭的餘下股權。但2010年，麗晶酒店被出售。踏入2014年，又創立丽芮酒店（英語：Radisson Red；「紅色」與集團「藍色」品牌相應）、兩個品牌。
1994年，集團向北歐航空的母公司：SAS集團的酒店部門簽署特許經營協議，授權SAS集團於歐洲、中東及非洲經營以為品牌的酒店，2002年，於特許經營協議中，新增麗晶、丽柏及丽怡三個品牌。2006年，該酒店部門：瑞德SAS，被SAS集團分拆上市，成為瑞德酒店集团。而卡尔森集团則早於2005年，直接向SAS集團購入瑞德酒店集团的25%股權。經過幾年的增持，卡尔森集团於2010年，達成擁有瑞德酒店集团的過半數股權，將瑞德酒店集团納入卡尔森集团之中。而SAS集團，則於2007年起不再擁有瑞德酒店集团的股權，向SAS集團及其他公眾股東出售全部所持有的。而品牌，於2009年起改稱（中文品牌丽笙酒店），因為SAS集團的標誌為藍色正方形，所以改名為藍色（Blu）。經過收購瑞德酒店集团，卡尔森酒店集团，與子公司瑞德酒店集团，亦改以卡尔森瑞德酒店集团為共同商號，並淘汰其他品牌，例如於2014年，瑞德酒店集团取消與時裝品牌米索尼合作的酒店計劃。
但2016年，卡尔森瑞德酒店集团的母公司卡尔森集团，向中國多元化企業海航集團（透過子公司海航旅游集团）出售卡尔森瑞德酒店集团。在海航集團入主下，酒店集团展開另一波改名行動：丽怡酒店英文名稱由改名Country Inn & Suites by Radisson、被改名丽笙精选（英語：Radisson Collection），酒店奖励计划由"卡尔森俱乐部"改名"丽赏会"。而公司本身，除了主要控股公司法律名稱改名，子公司瑞德酒店集团改名之外，集团的商號亦改為。值得一題的是，集團以品牌對應中文品牌「丽笙」，而非使用（現時對應「丽筠」）作為公司商號的對譯；但中文商號為丽笙酒店集团而非丽筠酒店集团。其實，在全球品牌定位上，依檔次高至低為丽笙精选、丽笙、丽筠；丽芮與丽筠同級，同為upscale，但定位不同。丽亭與丽笙同級，同為upper upscale，但定位商務及休閒酒店。丽柏、丽怡為upper midscale。最後prizeotel為經濟型酒店。
雖然海航集團展開改名及擴張丽笙酒店集团的行動，但在2018年年中，財困的海航集團，將丽笙酒店集团出售予，以上海市市管企業锦江国际集团為首的財團。
2018年10月，丽笙酒店集团與攜程旅行網簽署合作協議。

### 中國

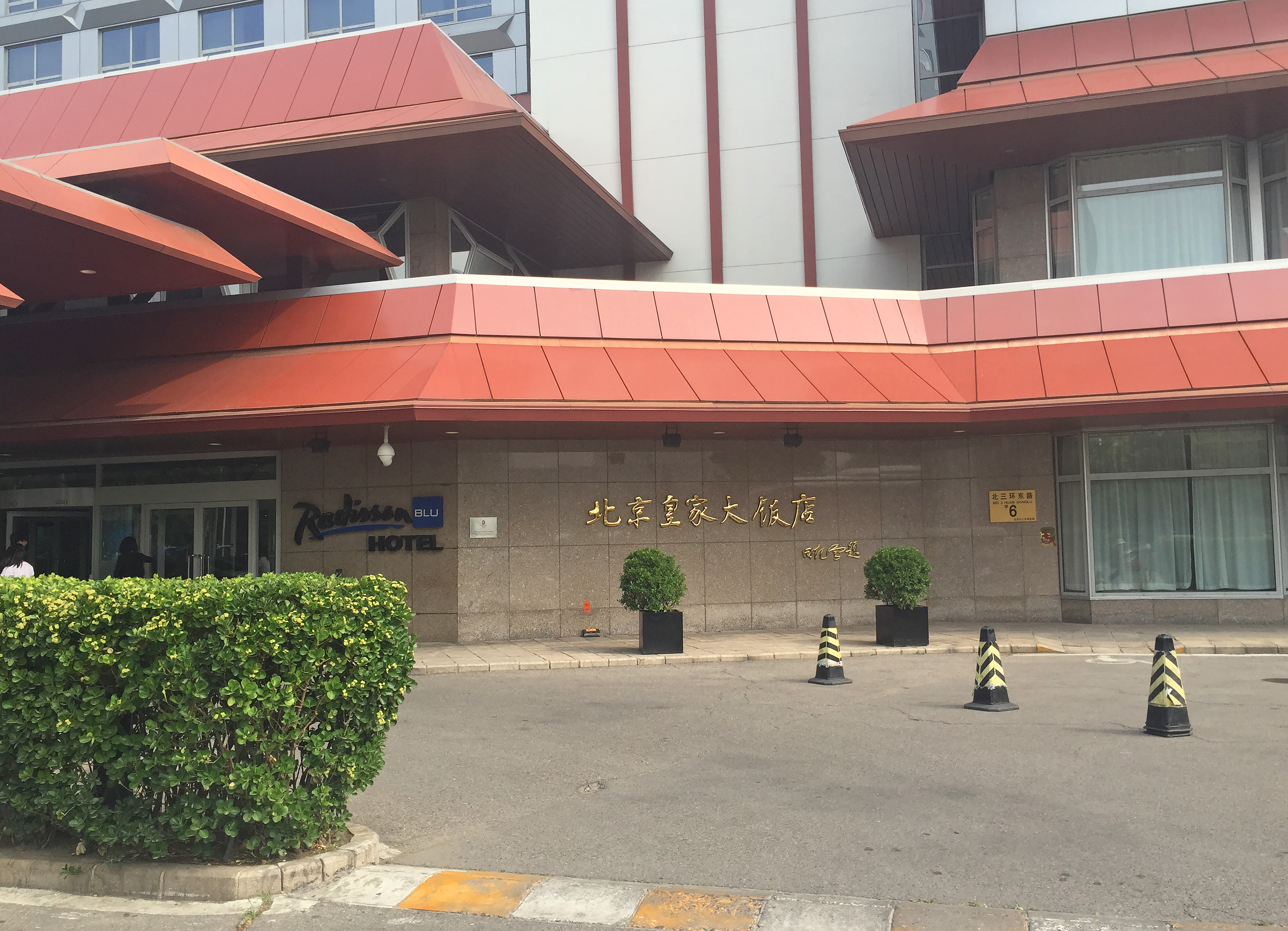
北京皇家大饭店，2016年仍挂有 Radisson BLU 品牌

瑞德酒店集团早於1993年，便進軍中國，經營北京皇家大飯店，其後隸屬英文品牌，但中文名稱不變。該酒店現時不再屬於丽笙酒店集团。
及後卡尔森酒店集团在中國主要經營的，是丽笙而非其他中文品牌，令到「丽笙」比「丽筠」更令人所知，直到2010年代使用集團其他中文品牌的酒店開始營業。例如於2006年簽約的上海宏泉丽笙酒店（英語：Radisson Hotel Shanghai HongQuan），當初卡尔森酒店亚太公司使用「丽笙」對應英文品牌，而品牌當時仍未誕生（當時名為的品牌，由特許經營商瑞德酒店集团使用）。但現時上海宏泉丽笙酒店已改為隸屬品牌，使中英文品牌對譯一致。但是2009年開業，使用丽笙世嘉（英語：Radisson Plaza）品牌的天津天诚丽笙世嘉酒店，則改名天津天诚丽筠酒店，改用丽筠（英語：Radisson）品牌。
丽笙酒店集团於中國管理以下酒店：
丽笙精选酒店
- 南京丽笙精选度假酒店

丽笙酒店
- 上海宏泉丽笙酒店（委託方：上海宏泉集团）[17]
- 上海宝龙丽笙酒店（委託方：宝龙地产）[18]
- 上海兴国丽笙宾馆
- 上海新世界丽笙大酒店（委託方：上海新世界公司）[19]
- 重庆丽笙世嘉酒店[20]
- 重庆融汇丽笙酒店[21]
- 重庆颐尚丽笙酒店（委託方：国旅联合重庆颐尚温泉开发有限公司）[22]
- 广西柳州丽笙酒店
- 江苏无锡梁鸿湿地丽笙度假酒店
- 浙江杭州新天地麗笙酒店
- 新疆喀什深业丽笙酒店
- 海南海口丽笙酒店（委託方：海南大椰实业）[23]

丽筠酒店
- 天津天诚丽筠酒店[24]（前稱天津天诚丽笙世嘉酒店；委託方：天津城建集团、香港第一东方投资集团[25]）
- 上海國展寶龍麗筠酒店[26]（委託方：宝龙地产）[18]
- 江苏省苏州纽威丽筠酒店（委託方：苏州正和投资）[27]
- 浙江省宁波影秀城丽筠酒店（委託方：博地控股集团）[28]
- 浙江省杭州钱江世纪城丽筠酒店（委託方：浙江万翔房地产）[29]
- 浙江省杭州市博地中心麗筠酒店

丽亭酒店
- 北京丽亭酒店
- 北京丽亭华苑酒店

丽柏酒店
- 贵州省小七孔丽柏酒店（中國第一間丽柏酒店）[30]

列表未完成
以下酒店已不再由丽笙酒店集团管理
- 北京皇家大飯店（1993年時為中外合资企業；2012年12月翻新酒店大堂[31]，2010年代末期不再由丽笙酒店集团經營，現由中国国际展览中心全資擁有，中航工业旗下深圳格兰云天酒店管理公司运营，2022年8月28日改称北京皇家格兰云天大酒店[32]）
- 上海证大丽笙酒店（2017年改名上海证大美爵酒店，由华住酒店集团接手經營，但使用特許經營的美爵品牌）[33]

丽亭酒店
丽芮酒店(RADISSON RED)是丽笙酒店集团旗下高端生活方式酒店品牌。2014 年创立于欧洲，足迹遍布全球，目前开业及筹建已超过 110 家，锦江集团于2019年11月收购丽笙酒店集团后，丽芮酒店2020 年正式进入中国。 丽芮以红色为灵感，秉承“趣意生活无边界 ENJOY IT!”的品牌理念，携手全球顶尖 设计团队，在空间设计上摒弃了传统酒店的“程式化”布局，采用了大胆有趣的复合新空间， 让有限的空间实现更多可能的变化。 丽芮尊重与热衷前所未有的前沿艺术，集合各种元素赋予酒店以趣意内核。 有别于传统模式化的商务酒店，丽芮提倡轻松灵活的服务理念，拒绝冰冷的既有规则，热情拥抱源于生活的艺术创作，缔造人与空间的舒适链接，致力于带给住客活力焕发的红调之旅。
- 珠海拱北口岸丽芮酒店

## 註腳
1. ↑  位處明尼阿波利斯-聖保羅都會區
2. ↑  曾稱卡尔森瑞德酒店集团、卡尔森酒店集团（英語： 或
3. ↑  卡尔森酒店集团最初使用「丽笙酒店」作為品牌的官方譯名，但現已改用「丽筠酒店」。丽笙酒店現在是旗下品牌的官方譯名。坊間亦音譯為拉迪森。

## 外部連結
- 官方网站